# Cobra (banda punk japonesa)
Cobra es un grupo de Osaka(Japón) de Streetpunk. Fueron una de las primeras bandas de Japón en incorporar el estilo del Oi! en su música y forma de vestir. Sus influencias son Cockney Rejects y The Business.
La primera formación fue compuesta en 1982 por dos amigos que se habían conocido en el club de música de su escuela: Yosu-ko (voz y bajo) y Naoki (guitarra), y un mutuo amigo conocido como Mi-chan en la batería. Su primera grabación fue el EP Break Out, lanzado desde el sello independiente AA Records en 1984.
Cobra ha lanzado varios singles y EP, algunos de los cuales fueron recogidos posteriormente en un CD titulado Omnibus Indie ‘82-‘86. Después de soportar la presión, Cobra se separó.
En 1989, Yosu-ko, Naoki y el bajista Pon, decidieron reformar Cobra; el batería era Ki-Yan. Fueron contratados por un sello discográfico importante, Pony Canyon, y ha publicado dos discos de larga duración «Oi Oi Oi» y «Captain Nippon» ambos en 1990 y «Stand! Strong! Straight!» en 1991. A pesar de que esta refundación de Cobra fuera bastante exitosa comercialmente, se disolvió en diciembre de 1991. Después de la ruptura, Yosu-ko y Pon siguieron su interés por la música, mientras que Naoki formó una banda de rock llamada Dog Fight, con su hermano menor Taisho vocalista, Ken en el bajo, y Ki-Yan en la batería.
Best of Cobra CD, formado por 18 temas de los álbumes de 1990 y 1991, fue lanzado en 1996. En 1999 publicaron el CD «Cobra». Yosu-ko y Naoki eran los únicos miembros de la formación anterior. Este álbum representó un cambio en el sonido de la banda en comparación con el de los 80 y a principios de los 90.
El álbum «Voice» fue lanzado por la discográfica EMI Records en 2001. Después de «Voice», Naoki dejó el grupo para formar parte de la banda SA, Yoshiro también se fue, por lo que Kasuga, entró como guitarra, y Keigo como el batería. En 2002, que publicaron un CD que contenía versiones regrabadas de viejas canciones de Cobra, como una cover de The Clash, el clásico «White Riot». Poco después de esta publicación, el guitarra y batería dejaron la banda. En 2003, aun así, Cobra publicó el CD «Reality Check», fuera de Japón, concretamente en Los Ángeles, con una guitarra y bajista invitados.
El álbum más reciente de la banda «Hello! This Is COBRA», fue publicado en 2009. La banda estaba formada por Yosuko y tres nuevos integrantes: Yuichi en el bajo, Ryu en la batería, y Lina en la guitarra.
- Datos: Q478630